# همند (لوئیزیانا)
همند (به انگلیسی: Hammond) شهری در ایالت لوئیزیانا کشور ایالات متحده آمریکا است که جمعیت آن در سرشماری سال ۲۰۱۰ میلادی، ۲۰٬۰۱۹ نفر بوده‌است.

## نگارخانه

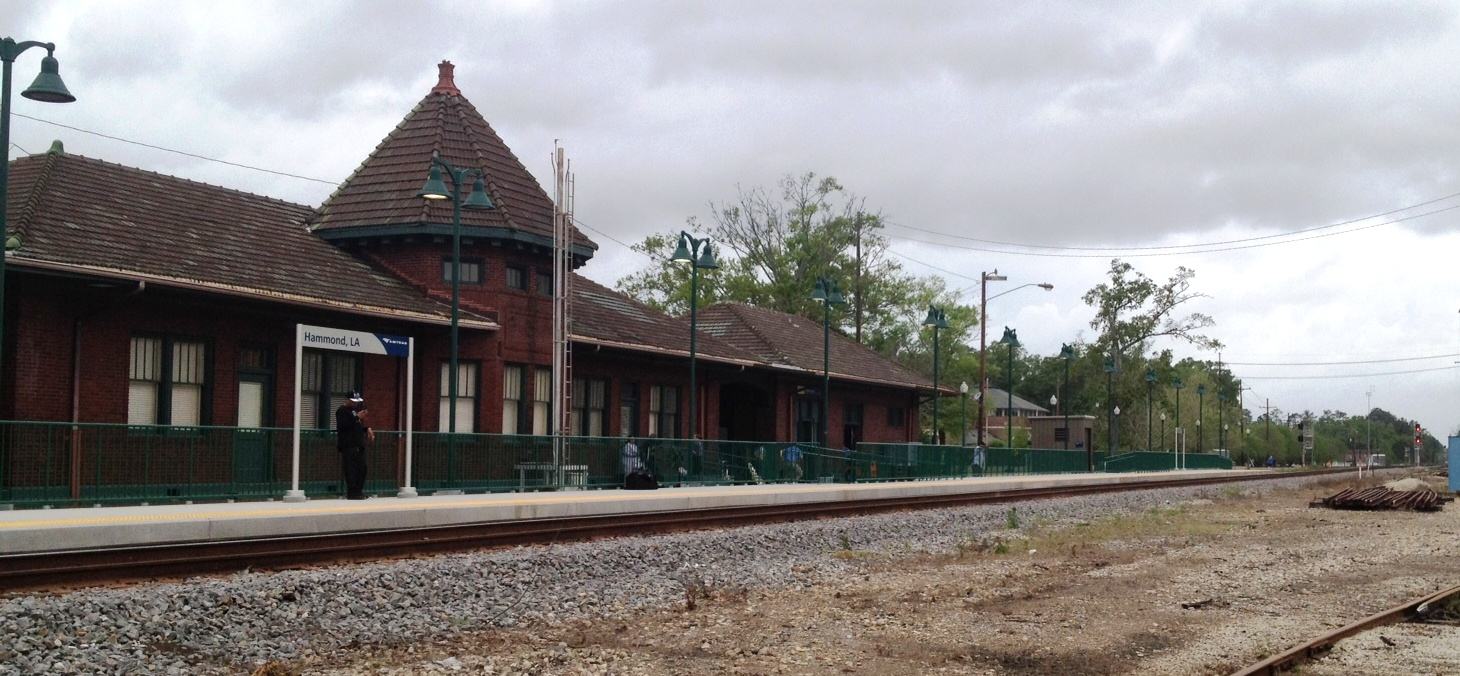
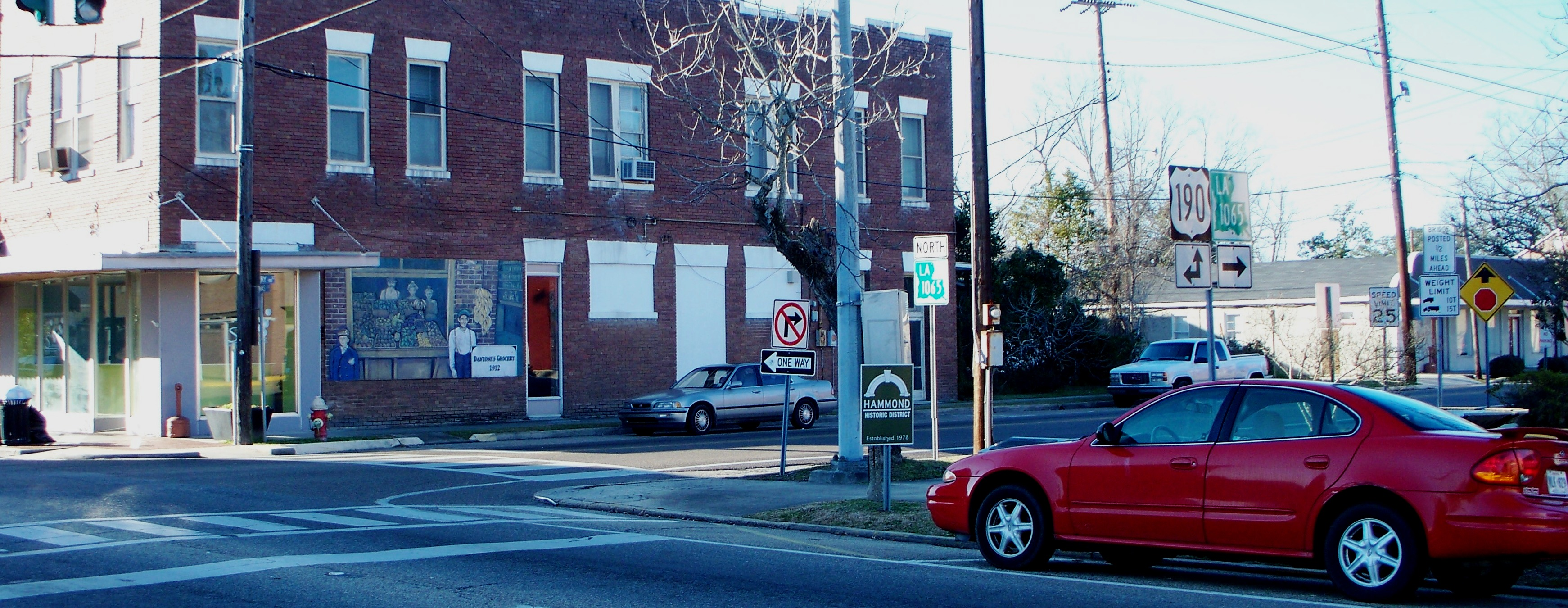
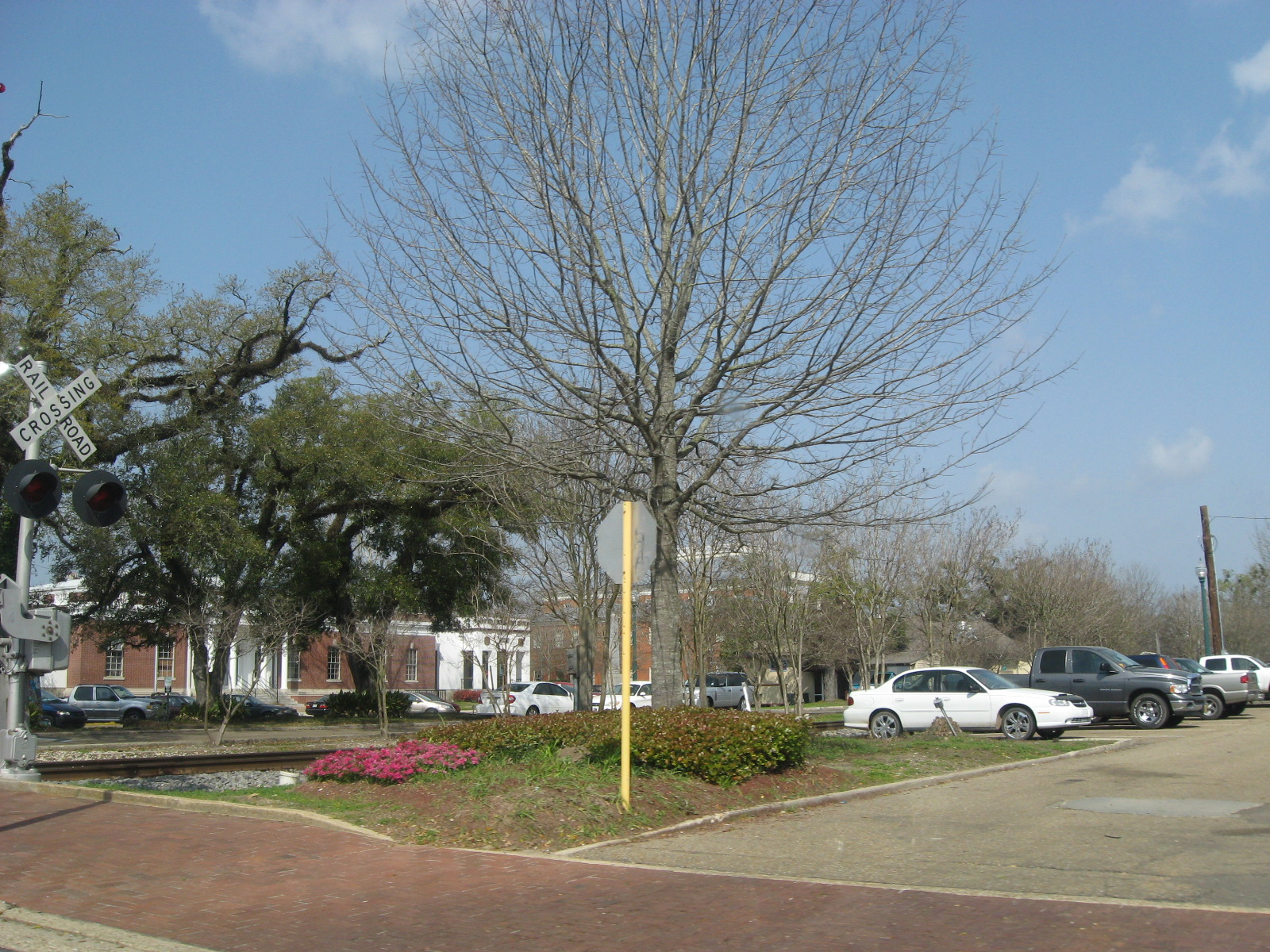
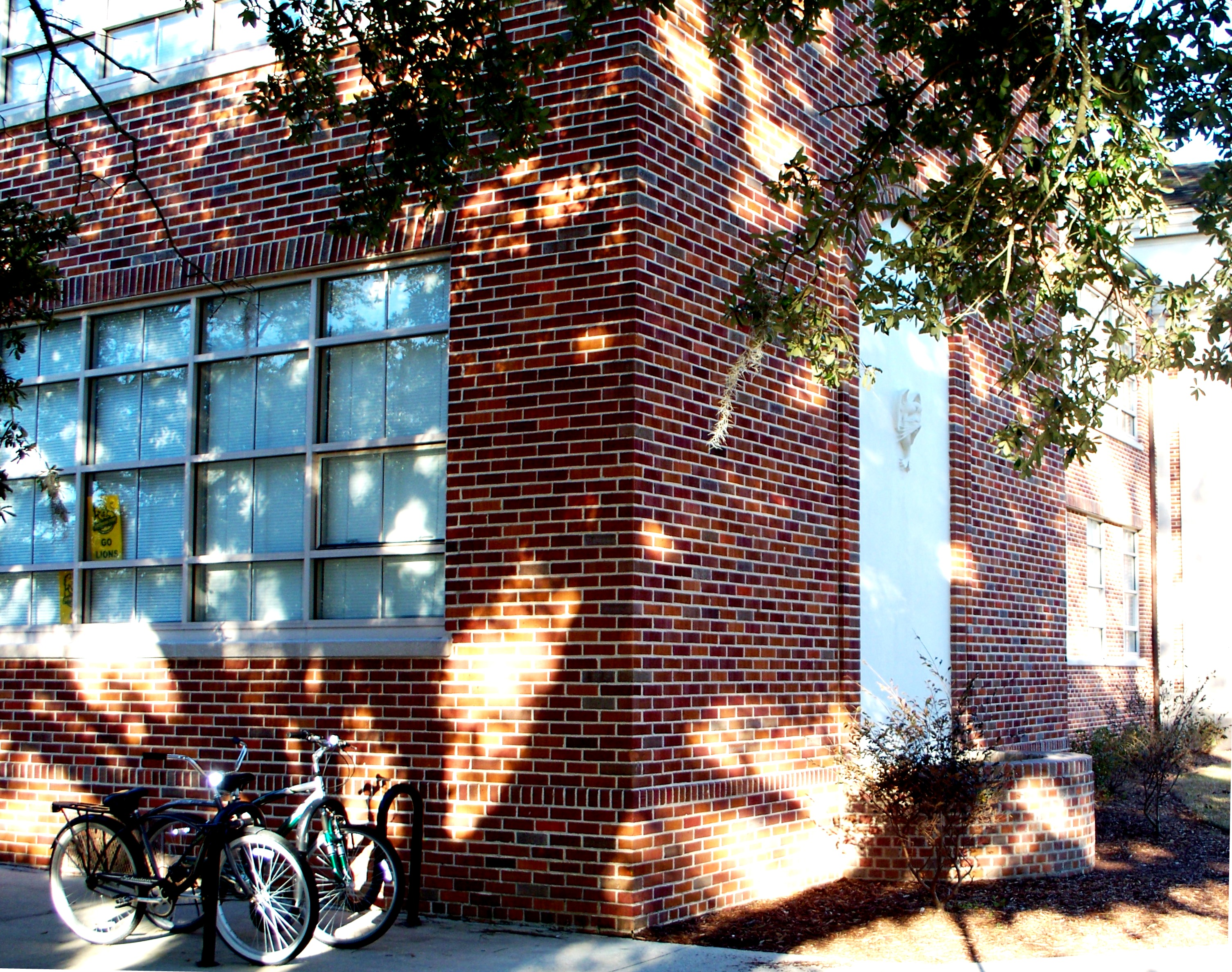